# Angelo Mottola
Angelo Mottola (10 janvier 1935 - 8 octobre 2014) est un archevêque et diplomate catholique italien.

## Biographie
Né à Aversa, en Italie, Mottola est ordonné prêtre le 2 avril 1960.
Avant de rejoindre le service diplomatique du Saint-Siège, il fait partie du personnel de la Congrégation pour l'évangélisation des peuples
Mottola est nommé archevêque titulaire de Cercina (de) et nonce apostolique en Iran (en) le 16 juillet 1999. Il est ordonné évêque le 21 septembre 1999.
Le 25 janvier 2007, Mottola est nommé nonce apostolique au Monténégro (en), le premier à occuper ce poste.
Il démissionne le 10 janvier 2010.